# Wippermann
Wippermann jr GmbH è un'azienda produttrice di catene a rulli con sede a Hagen, in Germania, fondata da Wilhelm Wippermann nel 1893. Realizza il marchio Connex per catene di biciclette. Le catene Wippermann sono utilizzate dai ciclisti professionisti nel Tour de France.